# Freden i Stolbova
Freden i Stolbova blev indgået den 17. februar 1617 mellem Sverige og Rusland og afsluttede den Ingermanlandske krig 1610-1617.

## Baggrund
Forhandlingerne skete i byen Diderino sydøst for søen Ladoga, men fredsaftalen blev undertegnet i en anden, nu forsvundet by ved navn Stolbova.

## Forhandlinger
Begyndende fredsforhandlinger blev indledt i august 1615, men russerne nægtede at forhandle, så længe Gustav II Adolf belejrede den russiske stilling i Pskov. Han ophævede belejringen den 17. oktober, og forhandlinger kunne indledes i januar 1616 i Diderino med Jakob De la Gardie (1583-1652) i spidsen for den svenske delegation. Jakob 1. af England deltog også, måske mest for at sikre Englands handelsveje til Rusland via ishavshavnene (svenskerne krævede blandt andet Arkhangelsk). Yderligere deltog en hollandsk delegation under Reinald Brederode. Den danske delegation blev lukket ude, inden forhandlingerne blev afsluttede. Sveriges mål var at udelukke russerne fra alle havne ved Østersøen og at beskytte Finland ved Ladogasøen.
Formidlere var John Mericke, det engelske Moskvakompagnis agent i Rusland. Over for truslen om, at Polen skulle indgå en våbenstilstandsaftale med Sverige, og at de i fællesskab ville genoptage krigen, bøjede russerne af, og fredsaftalen undertegnedes i formidleren John Merickes hjem i Stolbova.
Fredsaftalen undertegnedes af:
- for Rusland: en repræsentant for den russiske regent Mikhail Romanov.
- for Sverige: Jakob de la Gardie, Henrik Horn, Arvid Tönnesson Vildman og Måns Mårtensson Palm

## Vilkår
- Rusland afstår fra alle krav på Estland og Livland og betaler 20.000 rubler i krigsskadeserstatning.
- Sverige
  - overtager Kexholms län og Nöteborg, Jaama, Koporje og Ivangorod med respektive len, altså det meste af Ingermanland.
  - beholder alt krigsbytte taget før den 20. november 1616;
  - afstår Novgorod og andre erobringer under denne krig.
  - anerkender Mikhail Romanov som Ruslands tsar.

## Følger
Sverige fik ved fredsaftalen let forsvarbare grænser mod Rusland langs søerne Ladoga og Peipus. Gustav Adolf skal have udtalt: "jeg håber, at det skal blive svært for russerne at hoppe over den bæk." Rusland blev udelukket fra Østersøen, eftersom Sverige nu besad en sammenhængende landstrimmel med Karelen, Kexholms län, Ingermanland og Estland. Denne udelukkelse ledte til fortsatte konflikter mellem landene og nederlaget i Store Nordiske Krig, hvor Ingermanland, Estland og dele af Karelen blev afstået til Rusland.
For sin indsats under forhandlingerne blev Reinald Brederode belønnet med udnævnelse til svensk friherre af Wesenberg i Estland.